# Empire colonial suédois

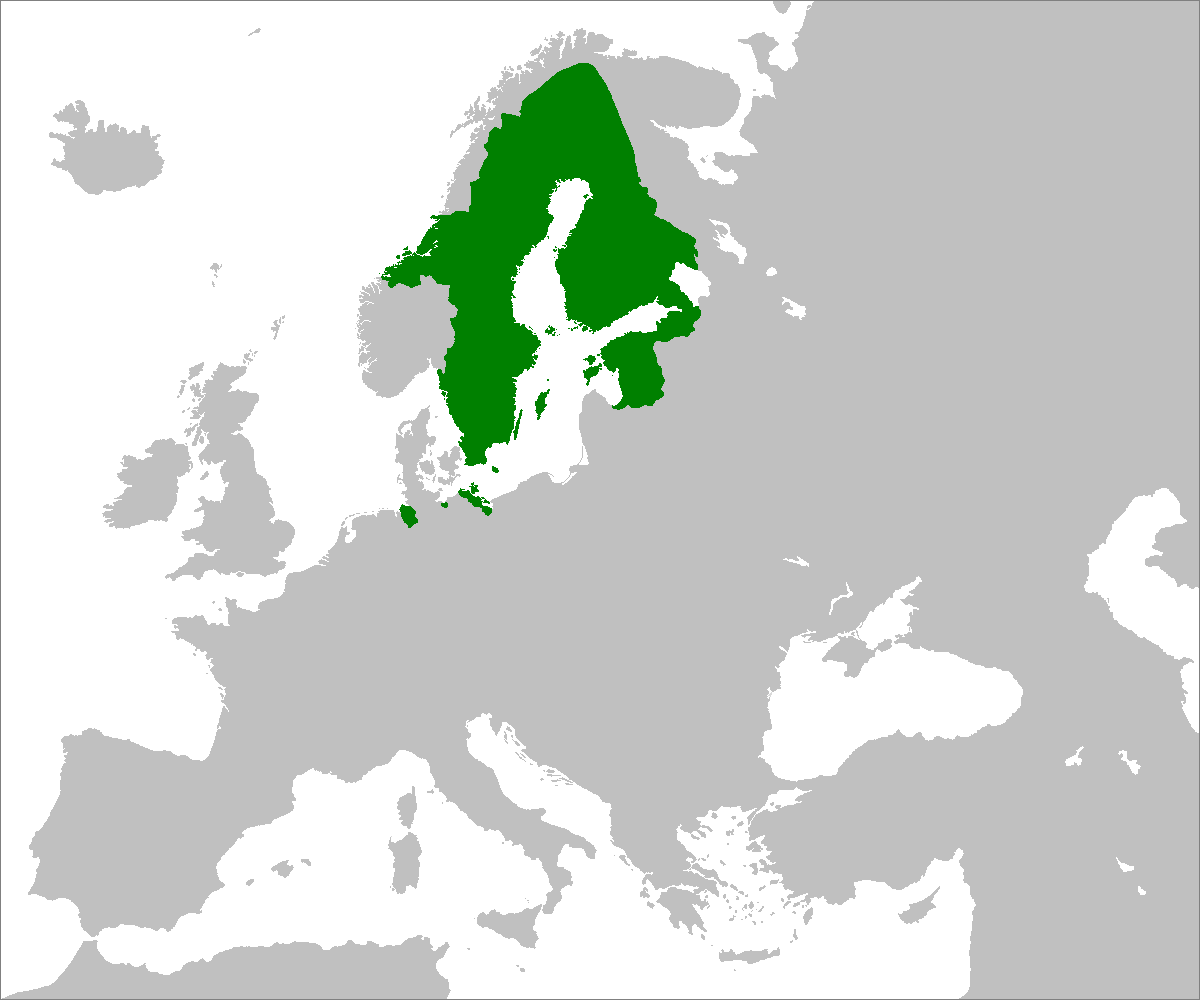

L'empire colonial suédois a existé de 1638 à 1655, puis de 1785 à 1878. L'expression n'est pas reconnue et son utilisation est controversée, étant donné que les possessions coloniales suédoises étaient limitées à quelques petites zones, souvent jamais possédées simultanément. L'apogée territorial des colonies suédoises se situe au milieu du XVIIe siècle.

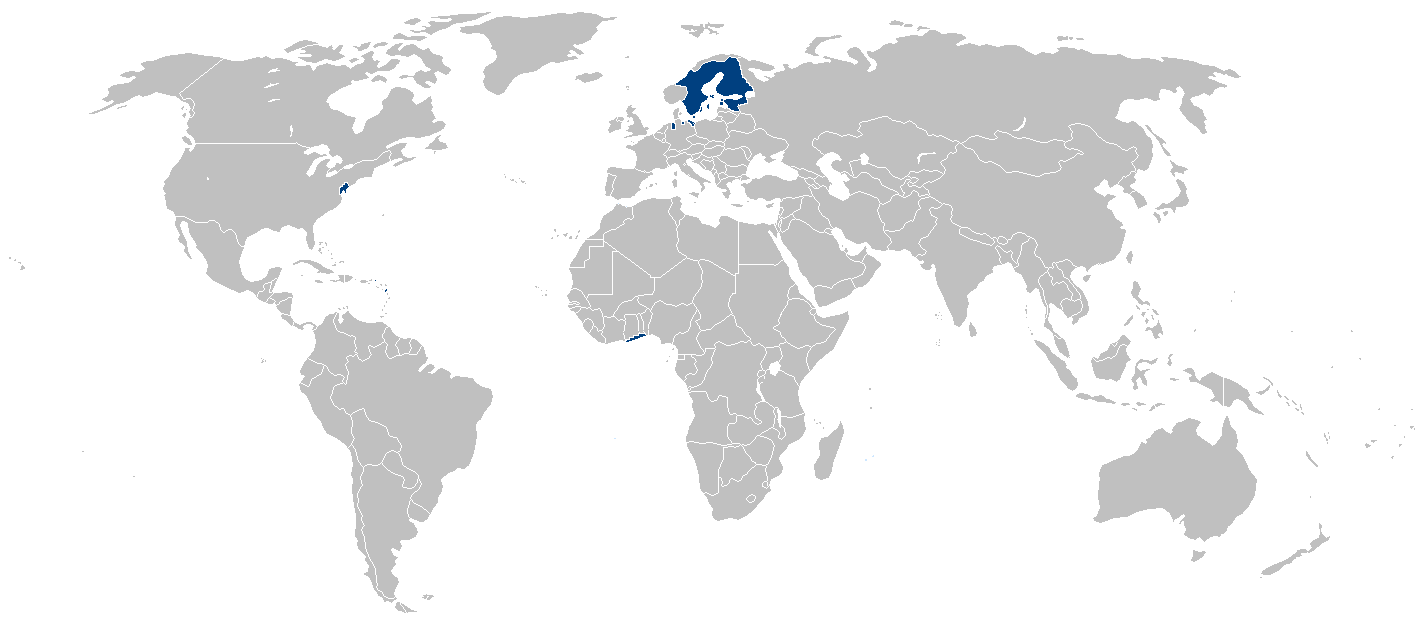
Carte du monde avec les différents territoires occupés par la Suède dans l'histoire.

Les anciennes colonies suédoises sont les suivantes :
- la Nouvelle-Suède, en Amérique du Nord, perdue au profit des Néerlandais (1638-1655) ;
- l'île de Saint-Barthélemy, dans les Antilles, vendue à la France (1785-1878) ;
- la Guadeloupe, possession française occupée de 1813 à 1814 ;
- et la Côte-de-l'Or suédoise, en Afrique, perdue au profit du Danemark et des Provinces-Unies, dont Cape Coast (1650-1663).

## Colonies

### Nouvelle-Suède

La Nouvelle-Suède, à l’embouchure du fleuve Delaware.

La première colonie suédoise est la Nouvelle-Suède, fondée en 1638 par la Compagnie du Sud sur la côte atlantique de l'Amérique du Nord, à l'embouchure du Delaware. Cette colonie, centrée autour de Fort Christina (actuellement dans la ville de Wilmington, dans l'État du Delaware), nommé en honneur de la reine Christine de Suède, est partagée entre des colons suédois, finlandais et allemands.
Les Néerlandais sont déjà présents dans cette zone d’Amérique avec la colonie de Nouvelle-Néerlande, plus au nord. En 1655, l'administration suédoise capitule devant l'arrivée de Pieter Stuyvesant, à la tête de 300 soldats de la Compagnie néerlandaise des Indes occidentales. Le delta du Delaware, ainsi que les quelque 500 colons scandinaves, furent intégrés à la colonie néerlandaise.

### Afrique
La Suède fonde en 1649 la Compagnie suédoise d'Afrique et contrôle brièvement différents postes de traite sur la Côte de l'Or (actuel Ghana) à partir d’avril 1650. L'un de ses représentants, Henry Caerlof, entretient de bonnes relations avec le Dey de Fetu (roi du Ghana) qui autorisent les Suédois à installer des comptoirs.

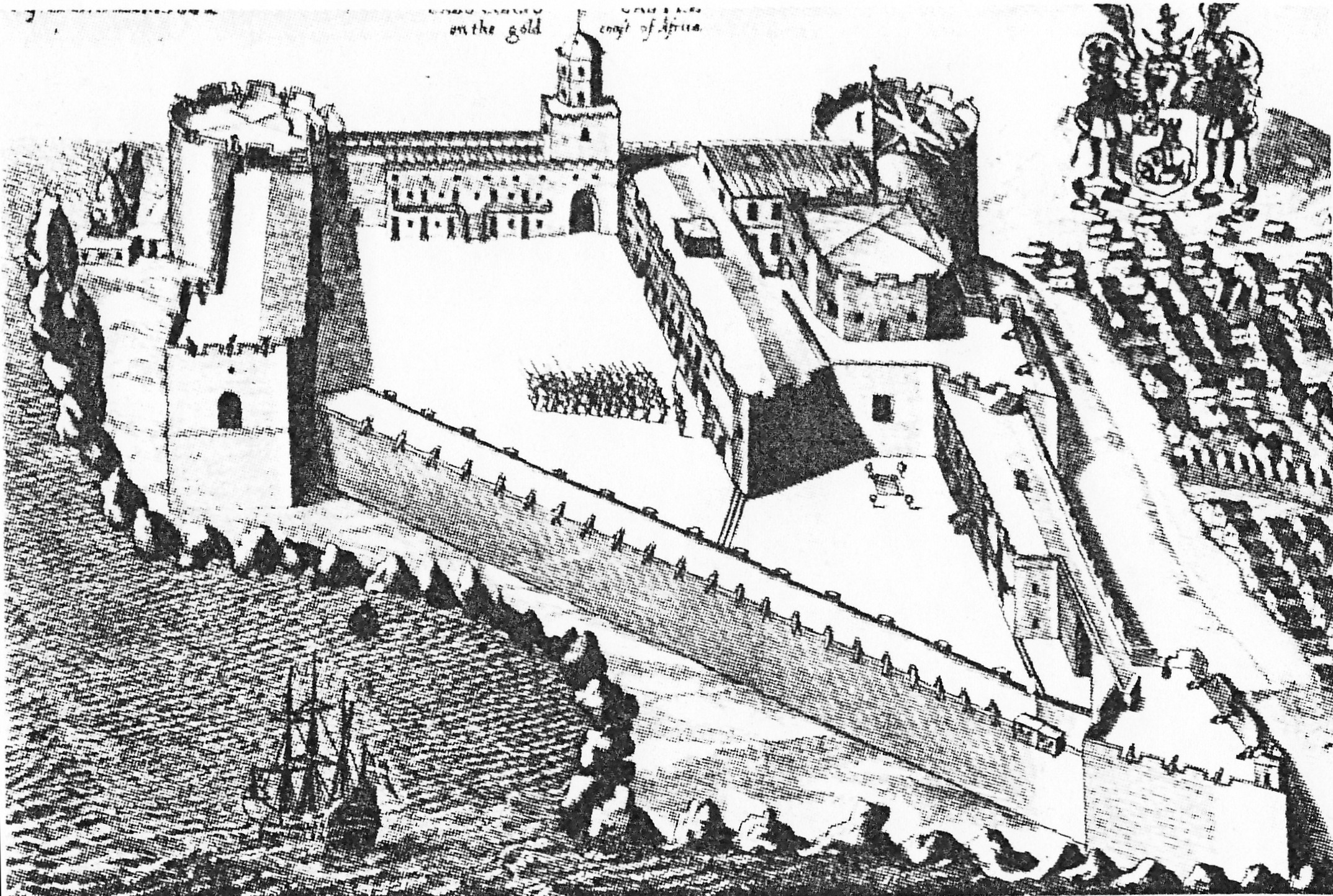
Le fort Carolusburg en 1682 (futur fort de Cape Coast).

En 1652, les Suédois s'emparent du secteur de Cabo Corso, auparavant sous le contrôle portugais, puis néerlandais, et implante leur comptoir Carolusburg, nommé d’après le roi Charles X Gustave de Suède. Il est fortifié en 1653. Ils fondent également le Fort Osu (futur Christiansborg). Leurs deux implantations sont prises par le Danemark-Norvège en 1657 et 1663.

### Antilles

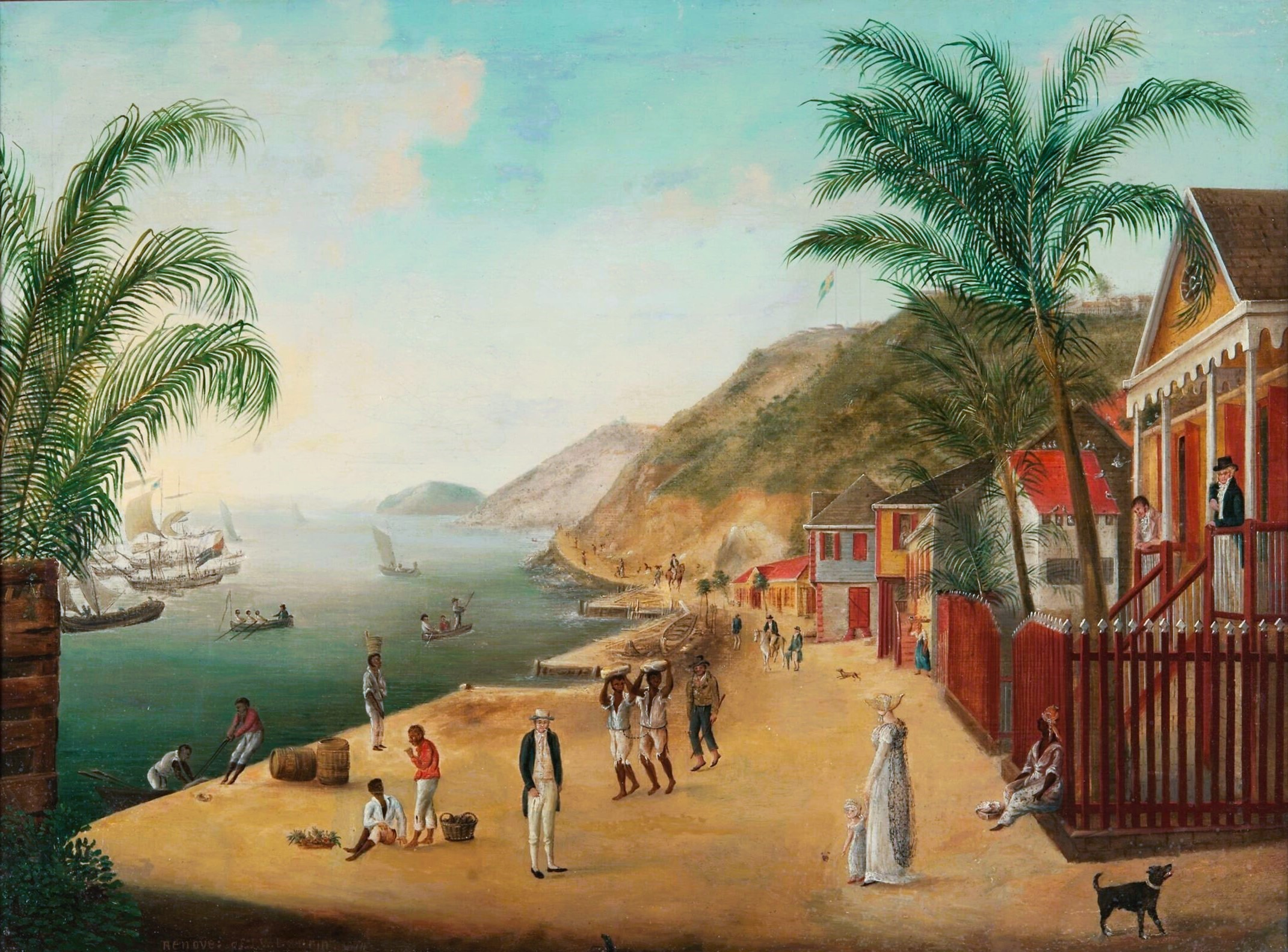
Le port de Gustavia au début du XIXe siècle. La Suède n'y abolit l'esclavage qu'en 1847.

Pendant les guerres napoléoniennes, la Suède soutient les Alliés contre la France. Grâce à cet appui, la couronne suédoise obtient la Guadeloupe, mais l’île redevient française à la suite du traité de Paris. La Suède fait alors pression et obtient le paiement de 24 millions de francs en dédommagement. Le parlement de Suède décida d'utiliser la moitié de cette somme au remboursement de la dette d'État, et l'autre moitié à divers projets. En dédommagement la famille royale de Suède reçut donc une rente annuelle, le Fonds de la Guadeloupe, et ce jusqu'en 1983.
Gustave III de Suède installe une colonie suédoise à Saint-Barthélemy en 1784. La France achète l’île à la Suède en 1878, qui la vend en raison de son manque de rentabilité. Elle est la dernière colonie suédoise.

## Commerce
Durant cette période, une traite négrière suédoise débute, mais elle prend fin avec la perte de la Nouvelle-Suède. Elle est relancée sous le règne de Gustave III avec la fondation de la colonie de Saint-Barthélemy en 1785, qui devient un centre du commerce d’esclaves. La Compagnie suédoise des Indes occidentales s’établit dans l’île en 1786.